# Бабенко, Сергей Викторович
Сергей Викторович Бабенко (род. 19 сентября 1961, Улан-Удэ) — советский и эстонский баскетболист. Рост — 208 см. Центровой.
Выступал за «Локомотив» (Хабаровск), «Шахтер» (Донецк), «Калев» (Таллин), израильский «Маккаби» (Рамат-Ган) (сезон 1992/1993), «Динамо» (Москва) (сезон 1994/95). Играл за сборную Эстонии на ЧЕ—1993.

## Достижения
- Серебряный призёр ЧЕ-1987
- Чемпион СССР 1991